# Tekeli
Tekeli (en kazakh : Текелi, en russe : Текели) est une ville du Kazakhstan, située dans l'oblys de Jetyssou.

## Géographie
La ville est située au confluent de trois rivières, Kora, Shizhe et Tekeli, pour former la rivière Karatal, la deuxième plus importante se déversant dans le lac Balkhach.

## Histoire
L'origine de la ville remonte aux années 1920 quand sont découverts dans la région des gisements de métaux comme l'argent ou le zinc. La ville est officiellement fondée en 1952 par un décret du présidium de la République socialiste soviétique du Kazakhstan.
Elle fait partie de l'oblys d'Almaty avant le 8 juin 2022, date à laquelle l'oblys de Jetyssou est créé. 

## Démographie

### Évolution démographique
Depuis 1959, la population a évolué comme suit:
| 1959     | 1970     | 1979     | 1989     | 1991     |
| 30 046   | ↘ 29 846 | ↘ 28 536 | ↗ 31 428 | ↗ 32 200 |
| 1999     | 2005     | 2010     | 2015     | 2019     |
| ↘ 23 982 | ↗ 23 607 | ↗ 26 500 | ↗ 30 637 | ↗ 31 956 |

### Groupes ethniques
Répartition ethnique au 1er janvier 2012. 
| Année      | Population | taux    |
| ---------- | ---------- | ------- |
| Kazakhs    | 13 723     | 47,5%   |
| Russes     | 12 964     | 44,8%   |
| Tatars     | 690        | 2,4%    |
| Allemands  | 487        | 1,7%    |
| Coréens    | 369        | 1,3%    |
| Ukrainiens | 223        | 0,8%    |
| autres     | 468        | 1,5%    |
| Total      | 28 924     | 100,00% |

## Économie
Tekeli était une ville prospère pendant l'ère de l'URSS grâce à ses mines de plomb et de zinc (dont l'activité s'est arrêtée en 1996) ainsi qu'à son usine de fabrication de munitions. Depuis, une partie importante de sa population a émigré. Afin de raviver l'activité économique, il a été ouvert un campus de l'université d'Asie Centrale (en).

## Galerie

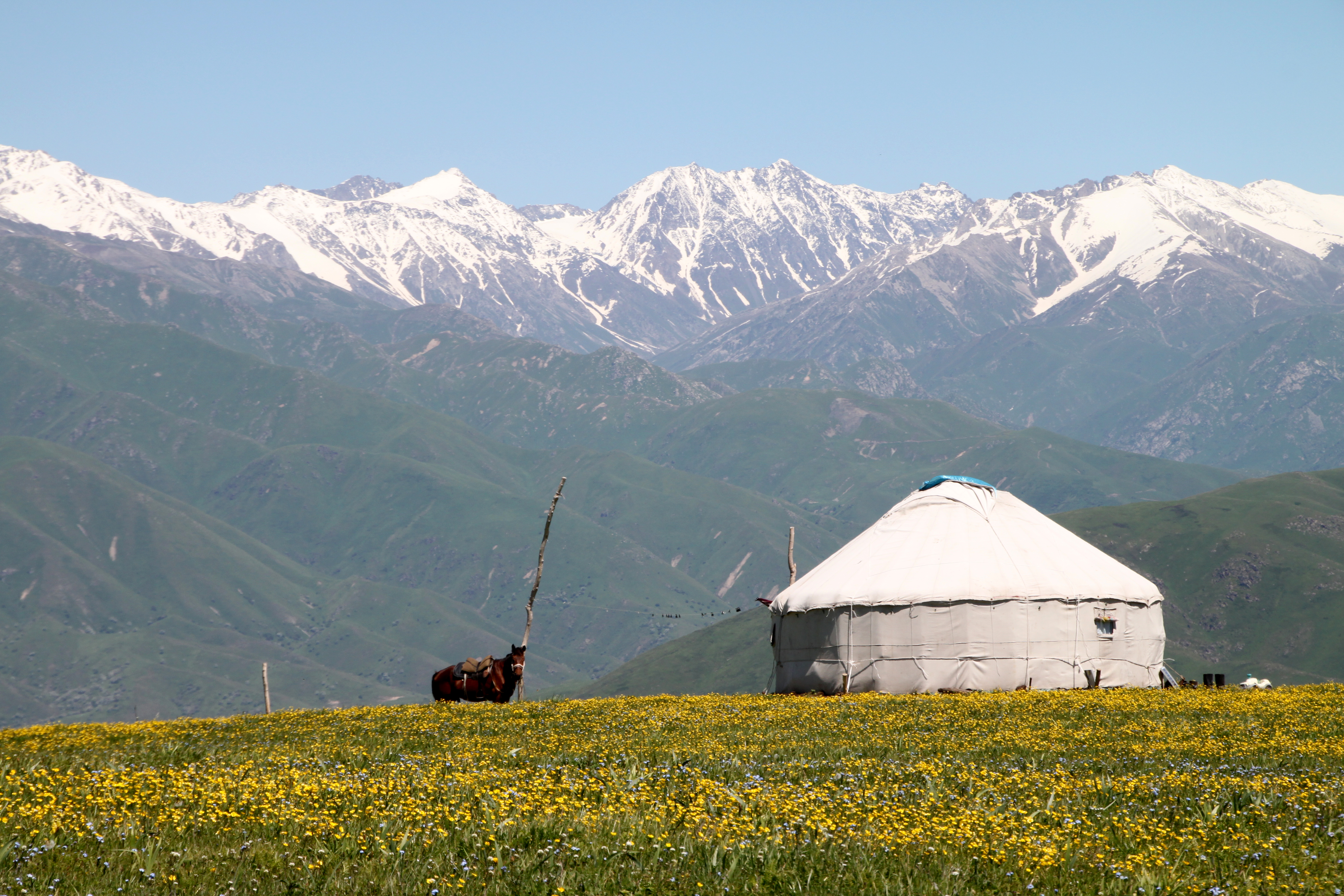
Yourte à Tekeli.
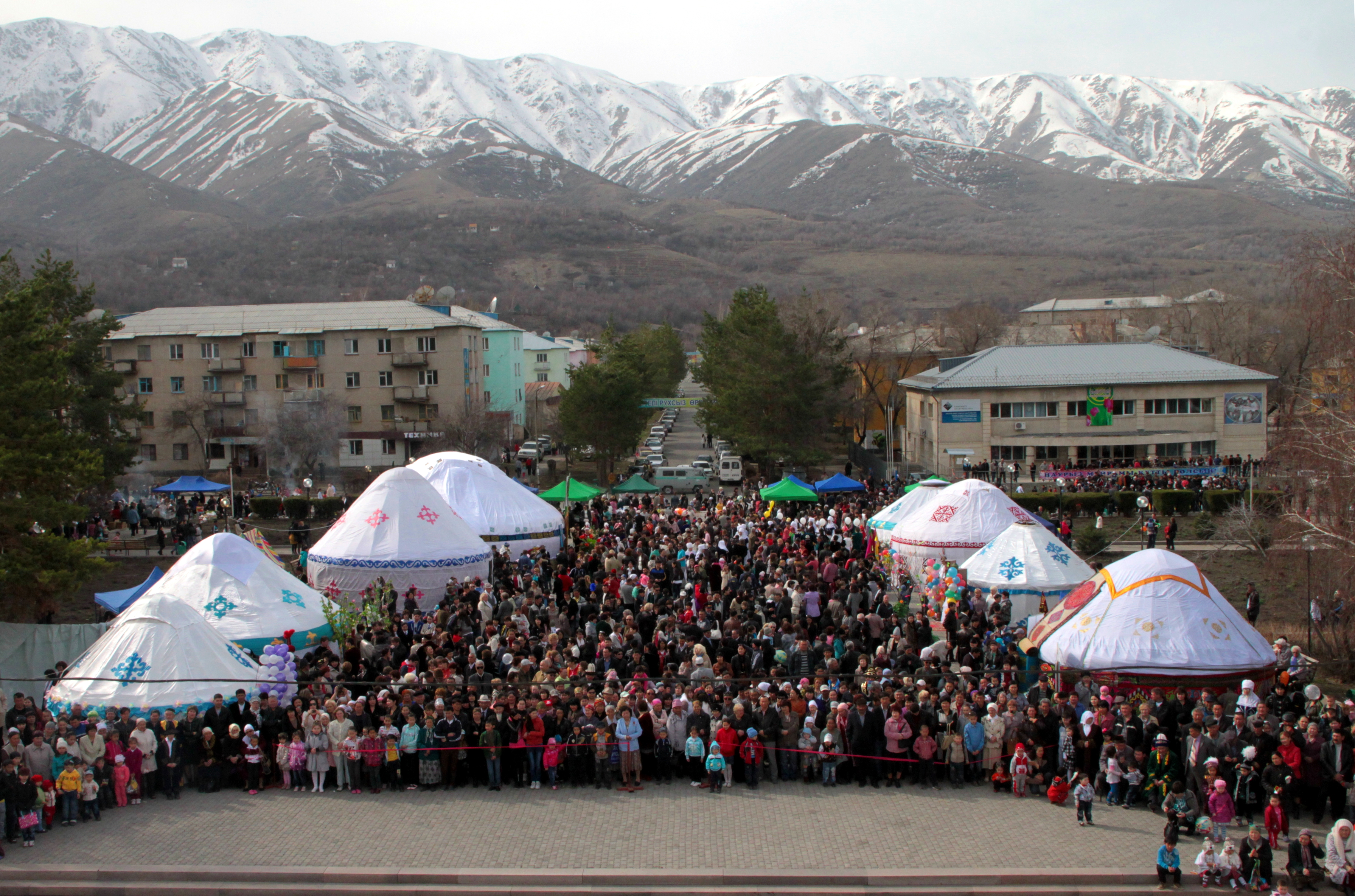
Norouz à Tekeli en 2013.
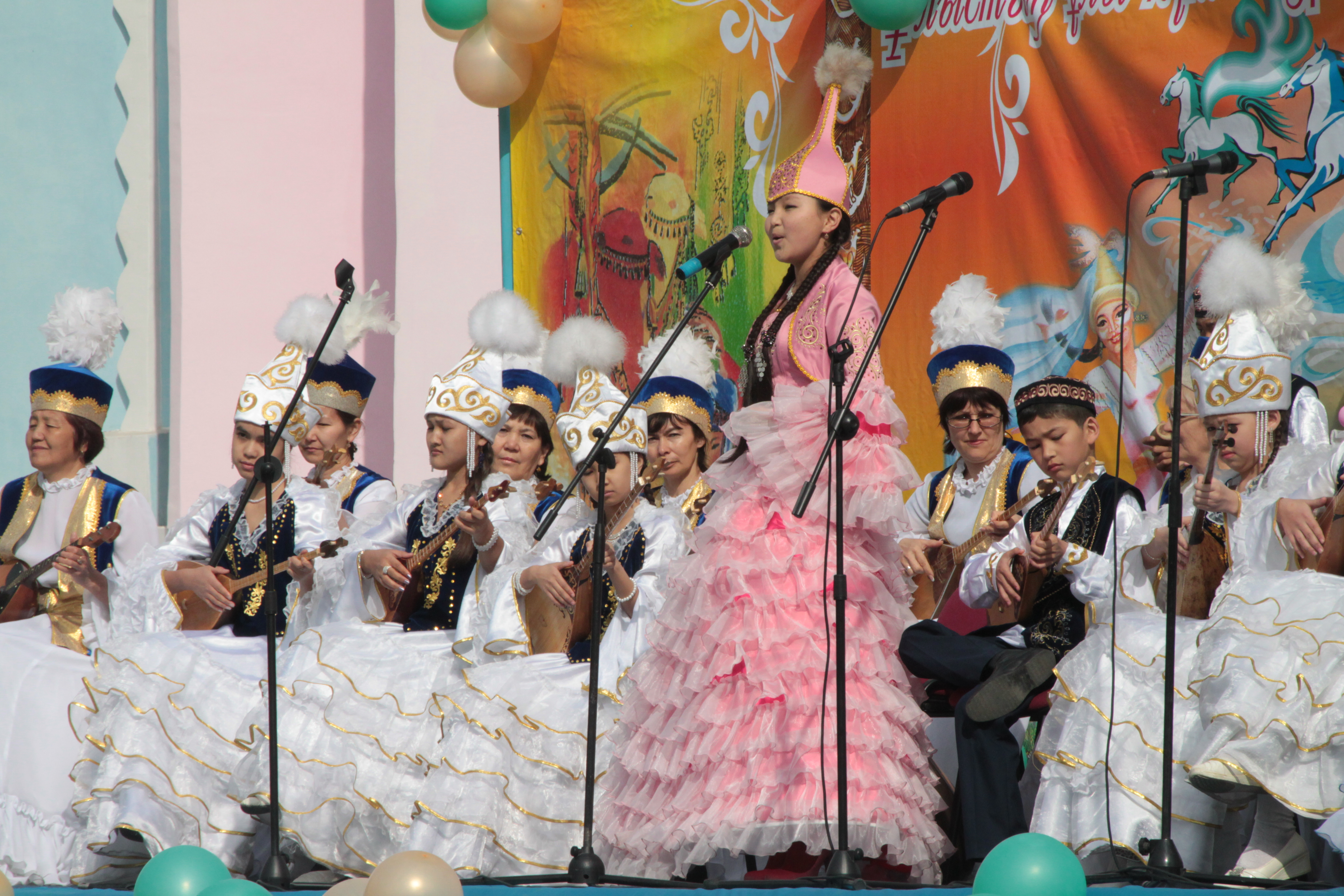
Costumes traditionnels pendant la fête de Norouz.
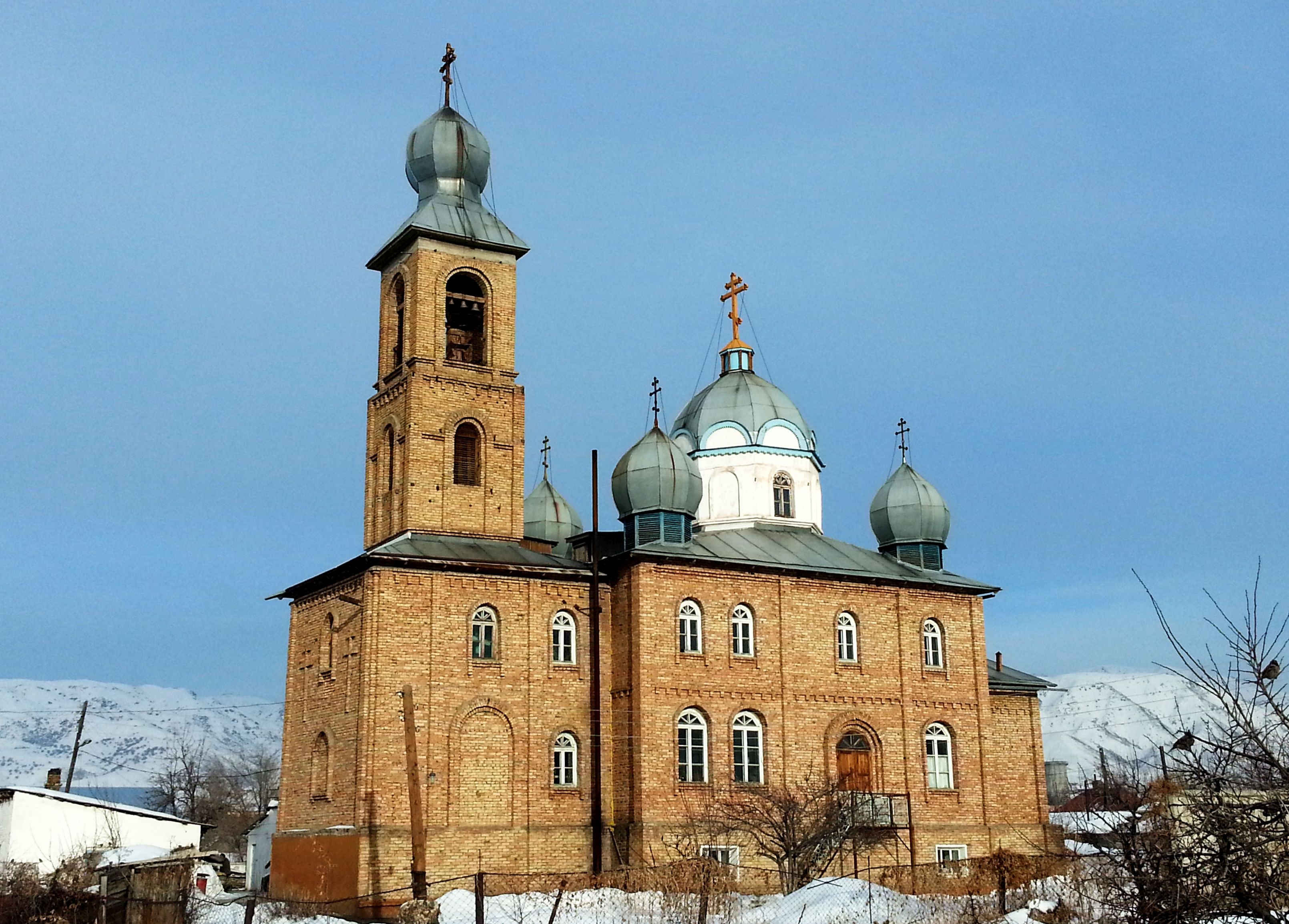
Église orthodoxe de la sainte trinité (1992).